# Michał Heller
Michał Kazimierz Heller (Tarnów, 1936. március 12. –) lengyel katolikus pap, a krakkói Pápai Teológiai Főiskola tanára, a leuveni katolikus egyetem asztrofizikusa, illetve a Vatikáni Csillagvizsgáló tiszteletbeli tagja. 1959-ben szentelték pappá. Tanulmányait a Lublini (jelenleg II. János Pál) Katolikus Egyetemen végezte, ahol magiszteri fokozatot szerzett filozófiából (1965), illetve doktori fokozatot kozmológiából (1966).
Michał Heller több mint negyven évet szentelt arra, hogy kidolgozza rendkívül eredeti elképzeléseit a világegyetem keletkezésére vonatkozóan. Eddig több mint 30 könyvet és közel 400 tanulmányt publikált olyan témákban, mint az általános relativitáselmélet, a kvantummechanikai geometriai módszerek a relativisztikus fizikában (mint például a nem kommutatív geometria). Munkásságát olyan művek fémjelzik, mint: A kozmológia teoretikai alapjai’' (1992), Új fizika és egy új teológia’' (1996), Kreatív feszültség – esszék a tudományról és a vallásról’' (2003), Az univerzum kezdete’' (1976), Kvantum kozmológia’' (2001), Az univerzum – egy gondolat vagy egy gépezet? (1988).
Katolikus papként Heller képes volt felülemelkedni a lengyel hatóságok vallásellenes szabályain, új távlatokat nyitva a hívők számára, azáltal, hogy az univerzumról alkotott hagyományos keresztény felfogást egyfajta kozmológiai kontextusba helyezte, rávezetve az embereket a „tudomány teológiájának” fogalmára.
2008-ban elnyerte a Templeton-díjat, amely a világ legnagyobb pénzjutalommal járó elismerése. 1973 óta minden évben olyan magánszemélyek kapják, akik sokat tesznek a vallás és a tudomány kapcsolatának erősítésért. A díjat május 7-én a londoni Buckingham Palotában, II. Erzsébet brit királynő férjétől, Fülöp edinburgh-i hercegtől vette át. Karol Musioł, a Jagelló Egyetem rektora és a Fizika Intézet professzora, aki felterjesztette Hellert a díjra, így ír:
„Különleges pozíciója révén, mint kreatívan munkálkodó és vallásról gondolkodó ember hozzájárult ahhoz, hogy a tudomány egyfajta transzcendens misztikus jelentést kapjon, a vallásnak pedig olyan univerzális látásmódot adott, amely lehetővé teszi, hogy nyitottabban tekinthessünk a tudományra. Ahogy az emberek megalkotják Isten létezésének bizonyítékait, olyan evidens Heller számára a világ matematikai természete és jelentésköre.”